# Rogers Communications

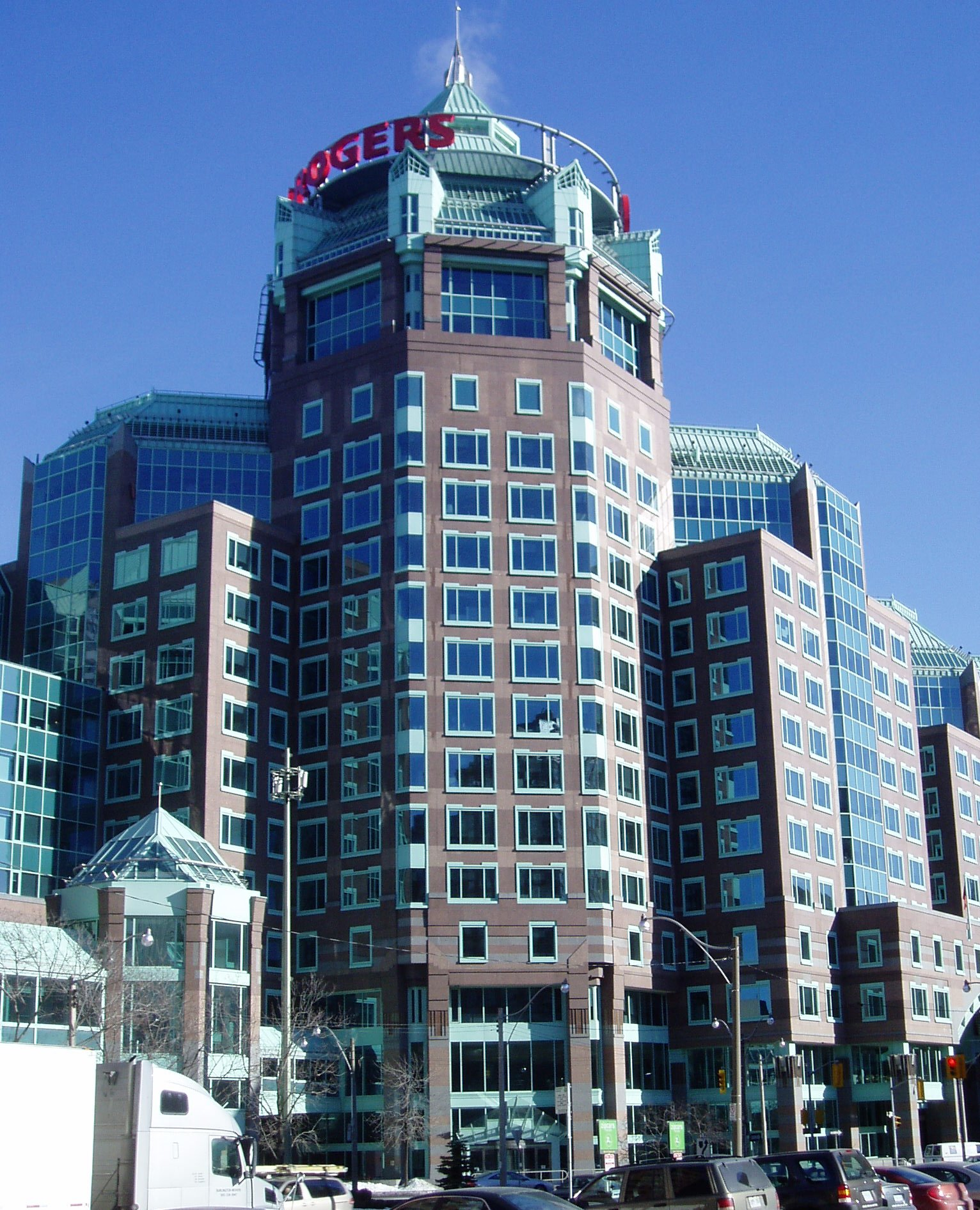
Rogers Building, der Hauptsitz von Rogers Communications

Rogers Communications Inc. ist ein kanadisches Telekommunikationsunternehmen und Dienstleister mit Firmensitz in Toronto.
Das Unternehmen ist im Aktienindex S&P/TSX 60 gelistet. Das Unternehmen ist in die drei Bereiche Rogers Wireless, Rogers Cable und Rogers Media unterteilt. Zum Kerngeschäftsfeld gehört die Fernseh- und Telekommunikationsbranche.

## Geschichte
Der frühere Vorsitzende des Unternehmens Edward Samuel Rogers gründete 1920 das Unternehmen und gehörte zu den fünf reichsten Menschen in Kanada.
1931 erhielt Edwar S. Rogers experimentell die Lizenz, Fernsehsendungen auszustrahlen. Am 6. Mai 1939 starb Edward S. Rogers plötzlich und hinterließ seine Frau und seinen fünfjährigen Sohn Edward (Ted Rogers).
1960er
Während der Studienzeit gründete Edward „Ted“ Rogers seinen ersten eigenen Radiosender Roger Radio Broadcasting Limited, welcher bei der Bevölkerung als CHI-FM bekannt war. 1962 führte er den Stereosendebetrieb ein und gründete einen weiteren Sender CFTR in Toronto.
1970er
In den 1970er Jahren zählte das Unternehmen Roger Cable Television zu den innovativsten auf dem kanadischen Fernseh- und Rundfunkmarkt. Das Unternehmen ermöglichte das Empfangen von zwölf Sendern; auch der Empfang internationaler Sendern war möglich.
1980er
Das Unternehmen betrat 1985 den Mobilfunkmarkt und unterhielt ein mobiles Netzwerk.
2000er
Es besteht seit dem 1. September 2000 eine Partnerschaft mit der Baseballmannschaft Toronto Blue Jays. Im Jahr 2005 erwarb die Gesellschaft außerdem das Heimatstadion des Vereins und benannte es in Rogers Centre um.
2020er
Im April 2023 wurde der Konkurrent Shaw Communications übernommen.

## Unternehmenssparten
Rogers Cable Inc.
ist der größte Fernseh-Kabelnetzbetreiber in Kanada mit annähernd 2,3 Millionen Abonnenten im südlichen Ontario, New Brunswick, Newfoundland und Labrador. Das Unternehmen modernisiert seine Netze und bietet HD-TV-Sender, Video on Demand Services und Internetzugang über das TV-Kabelnetz an.
Rogers Telecom
ist einer der größeren Telefonanbieter auf dem kanadischen Markt. Er bietet Festnetzanschlüsse und VoIP Dienstleistungen an.
Rogers Wireless
Ist der größte Mobilfunkanbieter in Kanada mit rund 7,1 Millionen Kunden.
Rogers Media / Publishing / Broadcasting 
Rogers Media ist Kanadas größtes Medien- und Verlagsunternehmen. Es veröffentlicht 70 Verbraucher- und Wirtschaftszeitschriften (in Englisch und Französisch) und unterhält 51 Radiostationen und TV-Sender wie zum Beispiel: OMNI, Citytv, Sportsnet, OLN, G4Tech, The Shopping Channel und lokale Sender als Rogers TV.